# 活力球場
活力球場，原稱「迪恩考特」（Dean Court），是位於英格蘭西南部多塞特郡度假小鎮伯恩茅斯的一座體育場，主要用於足球比賽，是伯恩茅斯足球俱乐部的主場球場。

## 歷史
迪恩考特球場是以於1910年將球場土地贈予球會的伯恩茅斯库珀-迪恩家族（Cooper-Dean family）命名。據稱球場的主看台於1924年曾用作「大英帝國展覽會」（British Empire Exhibition）。球場最高入場人數記錄於1957年的英格蘭足總盃對曼聯時創出，吸引28,799名球迷觀戰。
2001年球場進行徹底重建，草坪與原本位置轉向90度。同時球場亦移離相連的民居。當重建完成後，球場首次獲得冠名贊助，更名為「健身第一球场」（Fitness First Stadium）。雖然重建成為三面看台的球場，但直到2005年秋季，坐席仍只置於沒有重建的南看台。伯恩茅斯足球俱乐部於2005年12月將球場出售給位於倫敦的地產公司「Structadene」，並訂立「售後回租」協議。至2011年，球會將球場冠名權售予「舒沃汽車集團」（Seward Motor Group），球場更名「舒沃球場」（Seward Stadium）。但隨著舒沃於2012年2月進行債務重組後，球場重新出售命名權，球場更名為「金沙球場」（Goldsands Stadium）。到2015年，球場再因命名權變更而更改為現名「活力球場」（Vitality Stadium）。
除足球比賽外，球場亦有用於舉行音樂會，於2006年艾爾頓·約翰（Elton John）在此演出。

## 現況
球場三面看台均於2001年重建時一併建立，基本設計與高度相近，同為單層有蓋結構，兩側設有透明擋風膠板。主看台後方設有一列行政廂房及電子屏幕。主看台對面為「能源諮詢東看台」（Energy Consulting East Stand），部分可供作客球迷入座。球門後方北看台以球會名宿命名為「史蒂夫·弗萊徹看台」（Steve Fletcher Stand）。
2012/13年球季般尼茅夫取得升班英冠的資格，球場於休賽期間在原本空置的南方興建臨時看台，全坐席可容2,400名觀眾，設有頂蓋，但前方有兩條支柱阻礙視野，以另一員名宿命名「特德·麥克杜格爾看台」（Ted MacDougall Stand）。球場四角設有照明燈塔。

## 外部連結
- Dean Court at PitchMap.co.uk
- History of AFC Bournemouth

50°44′07″N 1°50′18″W / 50.73528°N 1.83833°W